# Hôpital pavillonnaire

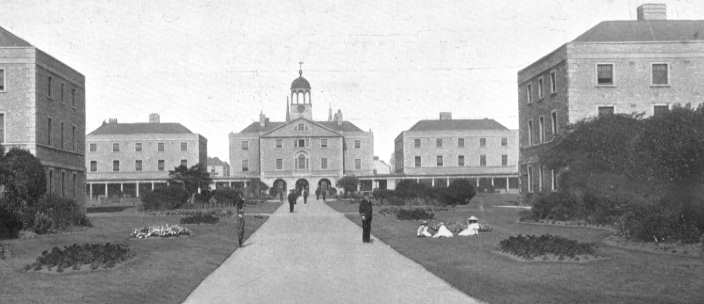
Royal Naval Hospital (1758-1765), Stonehouse, Plymouth

Un hôpital pavillonnaire est un type d'organisation fonctionnelle et spatiale des centres hospitaliers apparu au XVIIIe siècle, et qui s'est largement répandu au XIXe. Le principe était de répartir les différentes unités fonctionnelles ou les différents services hospitaliers dans plusieurs bâtiments appelés « pavillons ». Cette disposition qui favorise le renouvellement et la circulation de l'air permettait en outre d'isoler les secteurs et les pathologies, répondant ainsi aux préoccupations hygiénistes nées des progrès de la médecine.
L'un des premiers hôpitaux pavillonnaires d'Angleterre est le Royal Naval Hospital de Stonehouse, près de Plymouth, construit à partir de 1758. En France, le premier est l'hôpital de la Marine de Rochefort, ouvert en 1788.
Ce schéma d'organisation se répand principalement au XIXe siècle — avec notamment la construction à Paris de l'hôpital Lariboisière, ouvert en 1854 —, trouvant son aboutissement à Lyon avec l'hôpital Édouard-Herriot, construit par Tony Garnier entre 1911 et 1933. Aux États-Unis, des hôpitaux pavillonnaires sont construits en grand nombre dès les années 1860.
À partir des années 1930, un nouveau modèle, l'hôpital-bloc, s'imposera.

## Origines
Le système pavillonnaire est d'origine militaire. En France, depuis l'époque de Vauban (1633-1707), les troupes de garnison disposent de casernements en bâtiments isolés et séparés, pour mieux circonscrire les incendies occasionnées par l'artillerie en cas de siège.

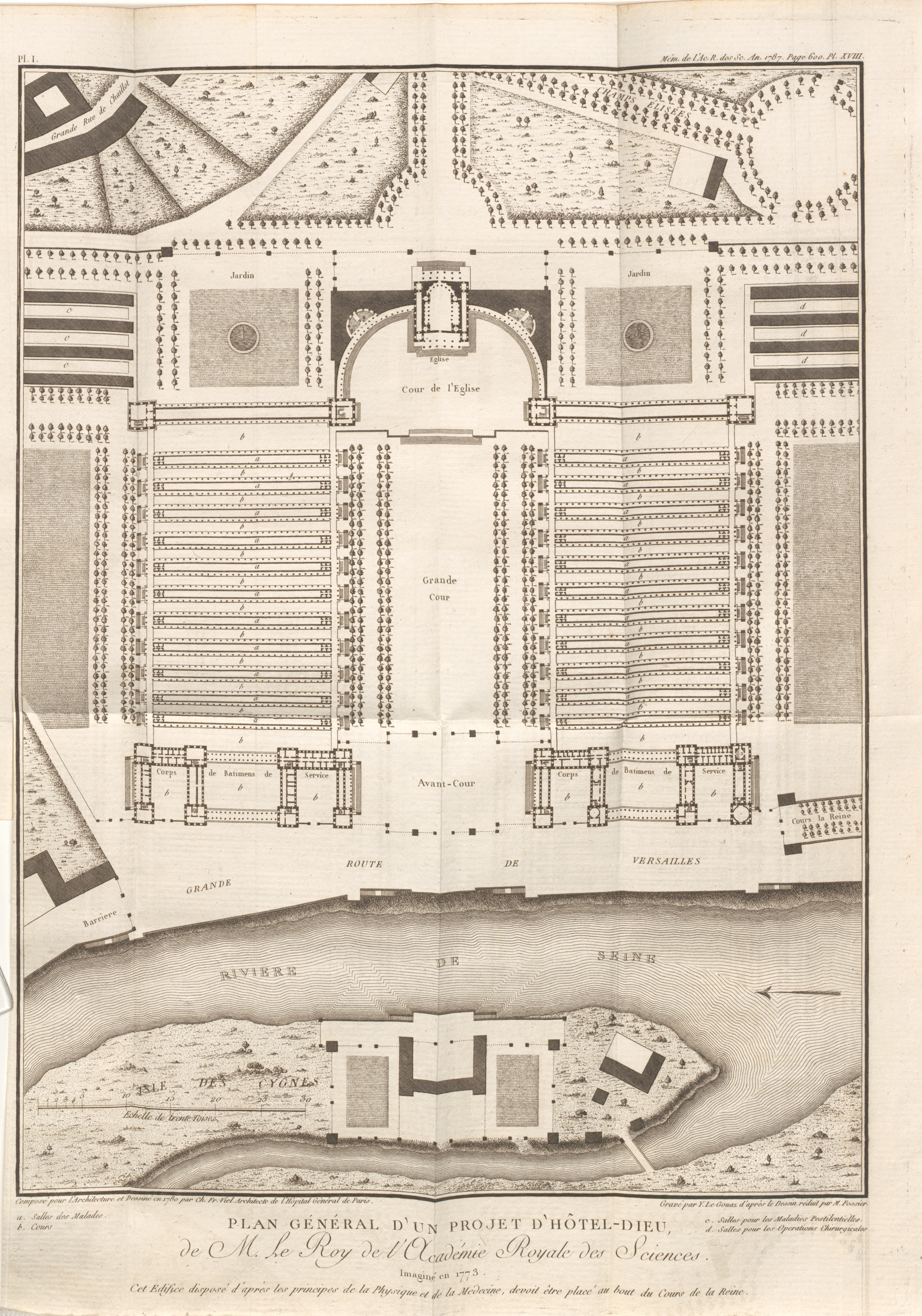
Plan général d'un nouvel hôtel-Dieu, quartier de Chaillot, Paris, par Charles-François Viel sur une idée de Jean-Baptiste Le Roy : 11 bâtiments alignés de part et d'autre d'une grande cour.

Au XVIIIe siècle, ce dispositif parait le plus approprié pour se prémunir contre les maladies contagieuses selon la théorie des miasmes. Contrairement aux hôpitaux médiévaux qui rassemblent les malades dans des salles à l'air stagnant, il convient non pas de purifier l'air par des feux ou des fumigations, mais de le renouveler en le faisant circuler. C'est la doctrine « aériste » basée sur le contrôle et la gestion des flux d'air, pour éliminer les principes de contagion.

### Royaume-Uni
En Angleterre, c'est James Lind (1716-1794), administrateur de la Royal Navy, qui recommande ces principes, non seulement en hygiène navale mais aussi en hygiène hospitalière :
« Ce que j'ai dit concernant le mauvais air des vaisseaux, doit aussi s'appliquer à tous les hôpitaux en général ; il vaut beaucoup mieux faire camper les malades sous des tentes au voisinage de l'hôpital que de les laisser s'infecter mutuellement ; c'est la seule méthode d'empêcher que leur maladie se communique » (Essai sur les moyens les plus propres à conserver la Santé des gens de mer, Paris, 1758).
Le premier modèle de référence réalisant l'un des principes de base (hôpital constitués d'unités en bâtiments séparés et indépendants) est l'Hôpital de la marine royale de Stonehouse (en), édifié entre 1758 et 1764 près de Plymouth ,. C'est le modèle de la tente (du campement) ou de l'île (de l'archipel) qui hante l'imagination des médecins et des architectes de cette époque.

### France
En France, l'évènement majeur est l'incendie qui détruit une grande partie de l'hôtel-Dieu de Paris dans la nuit du 29 au 30 décembre 1772. La catastrophe suscite un vaste débat dans tout le royaume durant une quinzaine d'années, à l'origine de l'émergence d'un programme hospitalier pavillonnaire. Une quarantaine de divers projets de reconstruction sont proposés à la discussion, la plupart basés sur la doctrine aériste : bâtiments disposés en damier (multiplication de plans carrés) avec des espaces clos (cours, jardins) à l'image de l'hôpital Saint Louis de l'époque, ou dispositions circulaires comme le projet d'Antoine Petit (1722-1794) proposant des bâtiments disposés en étoile à 6 branches.

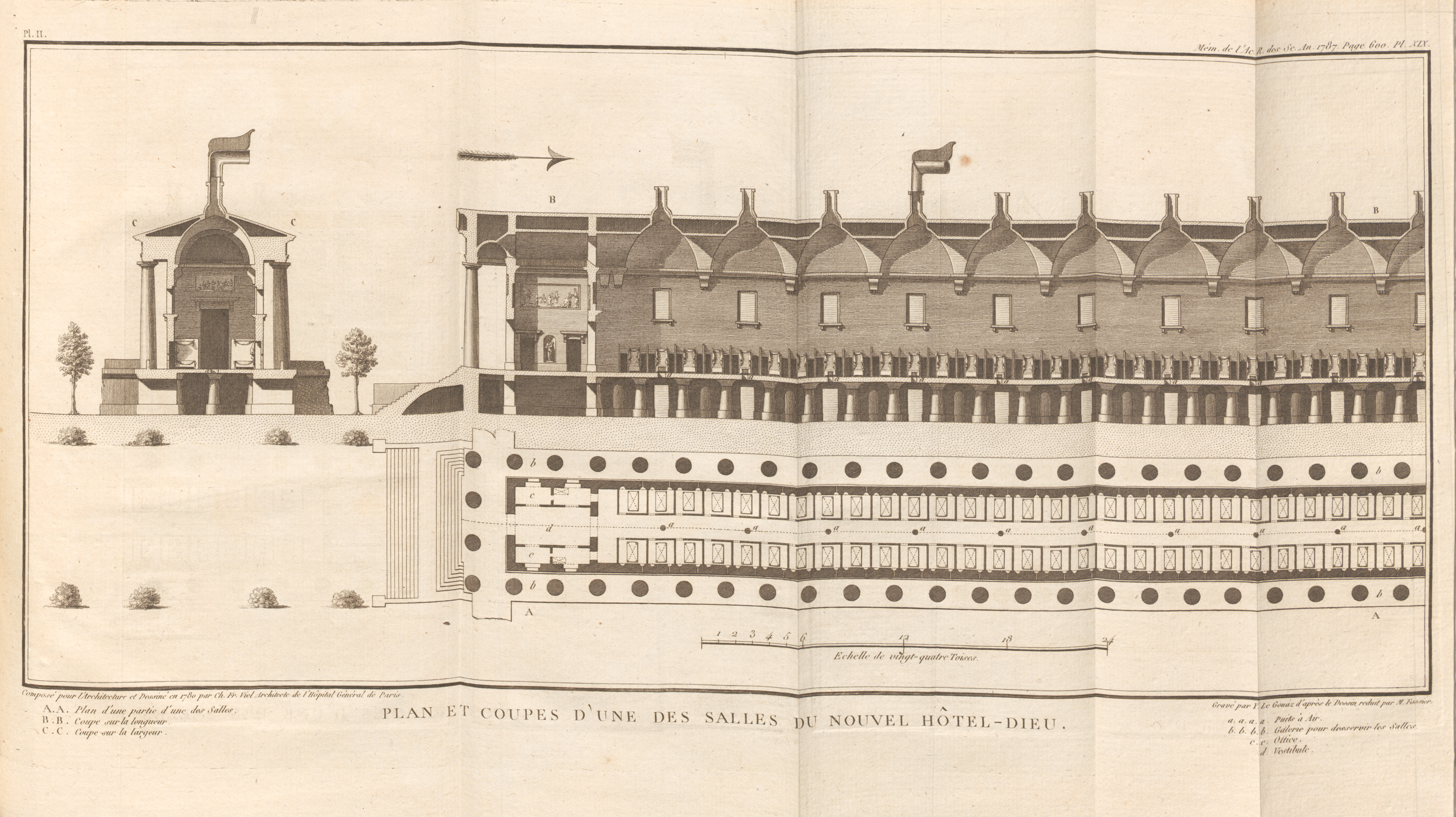
Coupe d'un bâtiment, montrant les systèmes d'aération : rez-de-chaussée surélevé au dessus d'un vide sanitaire, avec cheminées d'aération au plafond.

Le physicien Jean-Baptiste Le Roy (1720-1800) est l'un des premiers à proposer un système de pavillons isolés en 1777. Son projet est de doter chaque bâtiment de bouches d'aération hautes et basses, destinées à favoriser le renouvellement ascensionnel de l'air (voûtes percées de cheminées d'aération). Le but est de limiter au maximum le déplacement horizontal « afin d'éviter que les miasmes ne se communiquassent d'un lit de malade à un autre ».
Ce débat est finalement tranché par une commission de l'Académie Royale des Sciences dans les années 1786-1788, à la suite de voyages d'études en Europe, où l'hôpital de Stonehouse est pris comme modèle de référence. Un projet initial d'hôpital circulaire colossal, celui de Bernard Poyet (1742-1824) est rejeté en 1786, mais Poyet en propose un autre, conforme aux souhaits de l'Académie, et présenté dans le célèbre mémoire de Jacques Tenon (1724-1816) Mémoire sur les hôpitaux de Paris (1788). 
À la veille de la révolution française, tous les projets d'un hôpital massif, spatialement solidaire, sont rejetés pour archaïsme ou incompétence. Sous l'égide de l'Académie, médecins et architectes se reconnaissent dans leur capacité à penser un « hôpital en miettes », partout semblable et partout divisé.

## Systèmes pavillonnaires
En France, le premier hôpital pavillonnaire est l'hôpital de la Marine de Rochefort, reconstruit à partir de 1781 et ouvert en 1788. Prévu en 10 bâtiments dont six séparés les uns des autres, il est réduit à 8 bâtiments pour des raisons budgétaires, un bâtiment contenant une école de chirurgie et un amphithéâtre d'anatomie.

### Système Tenon
La Révolution interrompt le programmes hospitalier prévu, les grands travaux ne reprendront qu'à partir de 1830. Ainsi la reconstruction de l'hôtel Dieu de Paris ne se fera qu'à partir de 1867. Le projet initial de Poyet de 1788 prévoyait deux rangées de 7 bâtiments alignés de part et d'autre d'une grande cour d'honneur, formant une structure rigoureusement symétrique, dite « en double peigne ». Ce système présenté dans le mémoire de Jacques Tenon, sera admis comme principe de base « système Tenon », tout au long du XIXe siècle, dans des constructions ou reconstructions hospitalières.

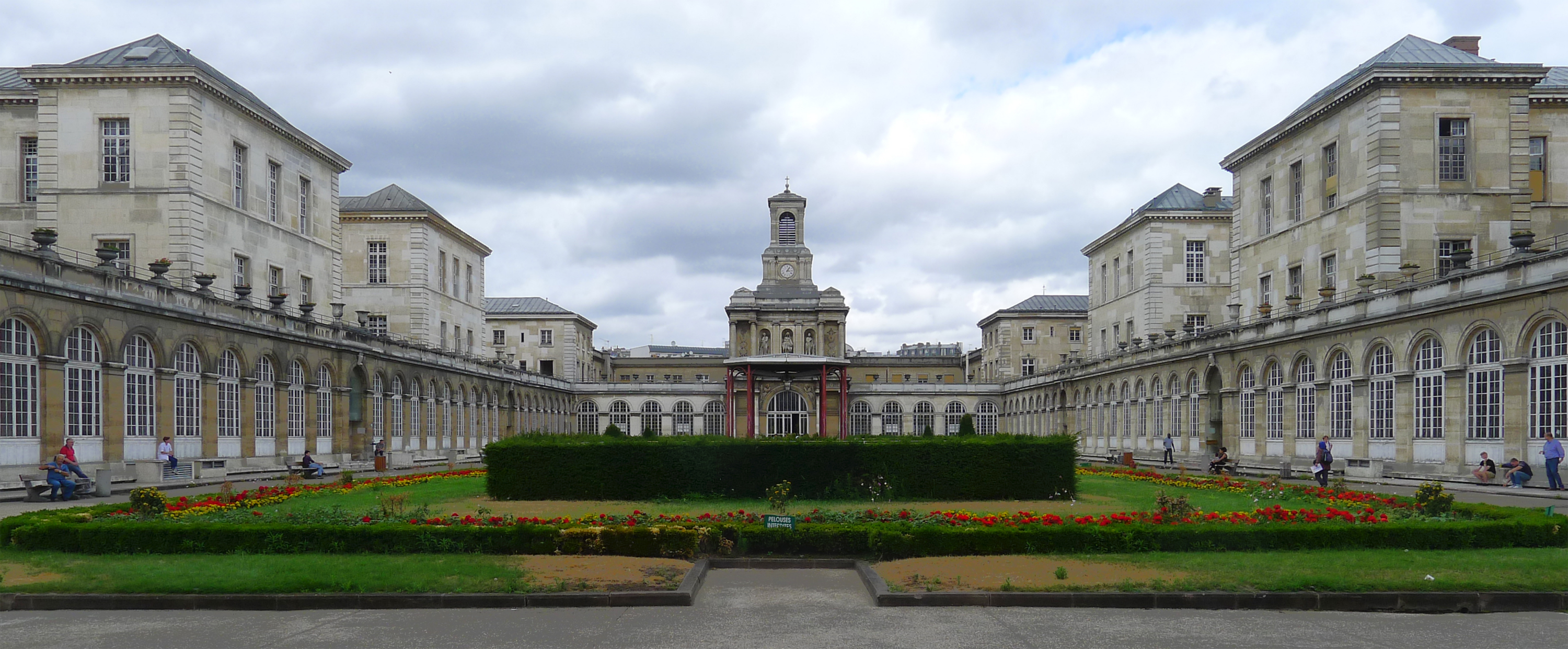
Hôpital Lariboisière : cour d'honneur avec chapelle centrale entre des pavillons reliés par une galerie couverte, formant un « double peigne ».

Parmi les hôpitaux civils, le type double peigne s'observe, ou s'observait plus ou moins, dans l'hôpital Saint-André de Bordeaux (1826-1829) ; dans l'hospice de la Reconnaissance de Garches (1835-1843) actuel hôpital Raymond-Poincaré, dans l'ancien l'hôpital Beaujon (1835-1844) de Paris 8e ; dans l'hôtel-Dieu d'Orléans (1844) ; dans l'hôtel-Dieu de Nantes (1863), vu comme l'un des plus beaux exemple de double peigne, mais détruit par les bombardements de 1943 ; dans l'hôpital de la Conception de Marseille (1858-1863), démoli et reconstruit à la fin du XXe siècle. 
Parmi les hôpitaux militaires, celui de Bayonne (1834-1841), actuellement lycée professionnel Paul Bert, celui de Vincennes (1855-1858), actuel hôpital Bégin sur le territoire de Saint-Mandé. Par la simplicité de son schéma, l'hôpital de Vincennes est vu par ses contemporains comme « l'œuf de Colomb » de l'architecture hospitalière : deux pavillons de malades à trois niveaux encadrent un jardin, et un troisième, perpendiculaire, abrite les services généraux, le tout formant un U ouvert, ce qui répond aux critères exigés d'aération.
L'hôpital le plus notoire du type double peigne est l'hôpital Lariboisière de Paris, inauguré en 1854, rigoureusement symétrique, composé de dix ailes à trois niveaux, cinq de chaque côté, de part et d'autre d'une cour d'honneur centrée sur une chapelle.

### Système Tollet

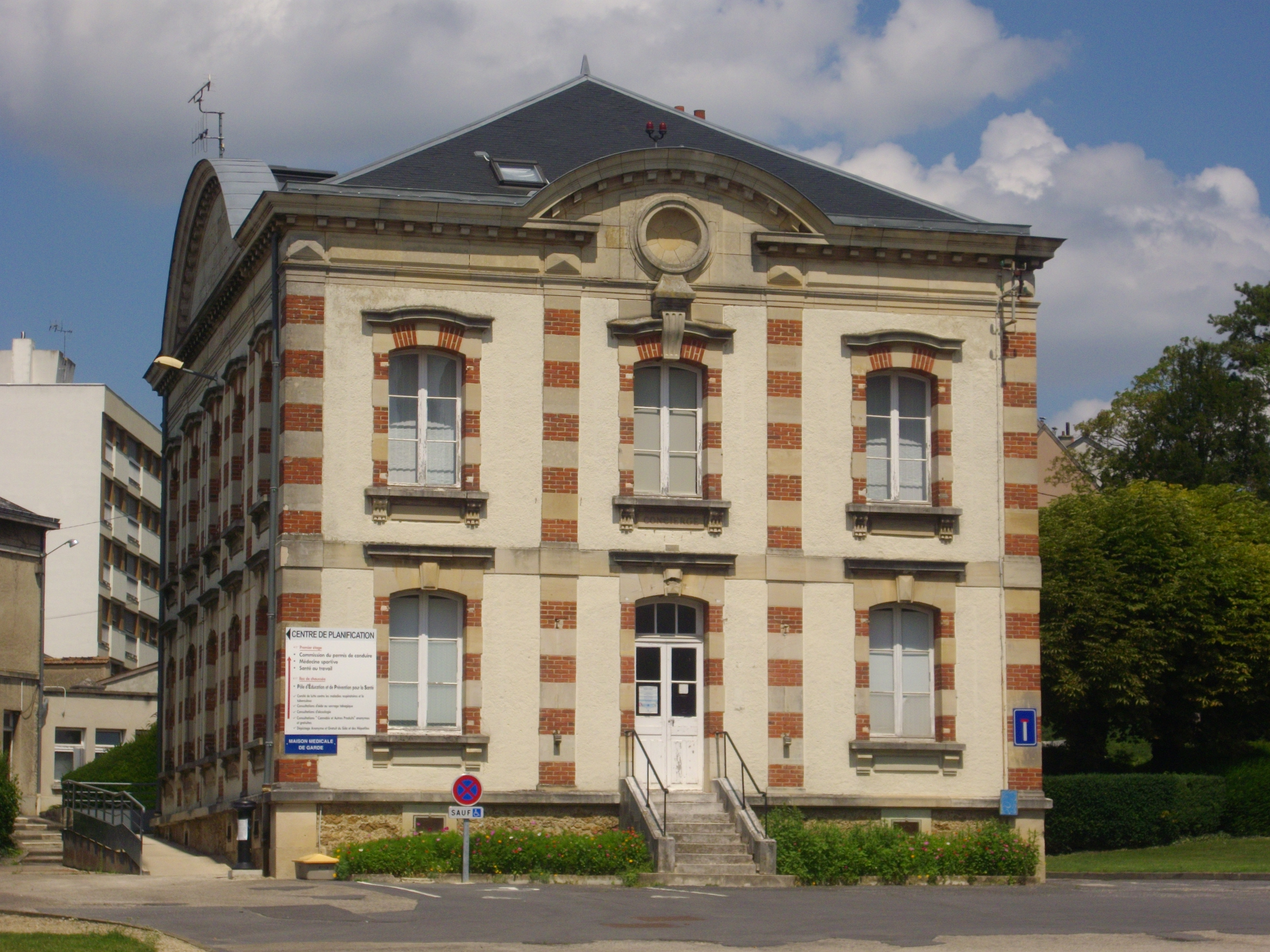
Pavillon de l'hôpital Auban-Moët à Épernay.

À partir de 1860, le modèle Tenon essuie quelques critiques : il est demandé des pavillons à un seul étage, avec rez-de-chaussée séparé du premier, une construction en plâtre et en fer, des bâtiments plus frais l'été et mieux réchauffés l'hiver. En 1872, après la défaite de 1871, l'ingénieur militaire Casimir Tollet (1828-1899) préconise un système de petits pavillons à un seul étage, avec de fausses voûtes métalliques garnies de cheminées d'aérations.  Des exemples de ce système sont l'hôpital militaire de Bourges (hôpital Baudens), l'hôpital-hospice d'Épernay (Hôpital Auban-Moët).
Dans les années 1880, Tollet est vu par ses contemporains comme un des derniers défenseurs de « l'aérisme » par la dispersion des miasmes, comme un « ultratenonien ». Il cherche à imposer partout son système, en critiquant d'autres, proches mais différents du sien (petits pavillons entièrement isolés). Il critique ainsi des hôpitaux allemands : hôpital civil et militaire de Berlin, hôpital d'Heidelberg, hôpital militaire de Königsberg, nouvel hôpital de Hambourg.

### Florence Nightingale et le débat franco-anglais
Dans les années 1860, les Britanniques notent que les nouveaux hôpitaux ont un taux de mortalité plus faible que dans les anciens, mais qu'assez rapidement ce taux augmente avec le temps. La célèbre infirmière Florence Nightingale (1820-1919), fondatrice des soins infirmiers comme discipline scientifique, suggère de démolir et de reconstruire l'hôpital tous les dix ou douze ans, ce qui n'était guère économiquement faisable.

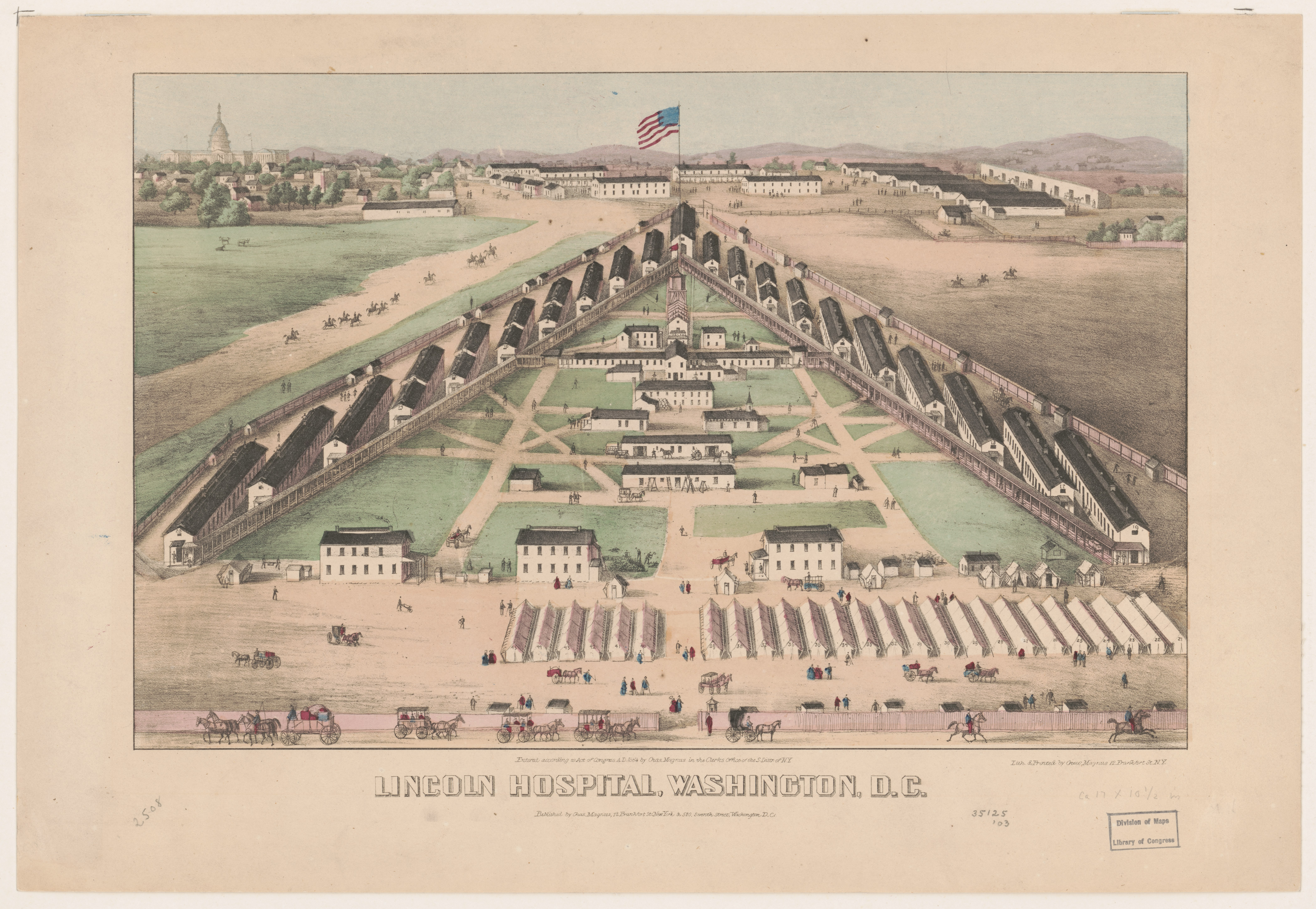
Hôpital Lincoln de Washington, lithographie de 1864.

Nightingale est partisane de salles-pavillons (pavillon à une seule salle), qu'elle considère comme la plus saine des structures hospitalières dans le cadre des théories aéristes. Ces salles-pavillons sont plus faciles à nettoyer et à ventiler. Lors de la reconstruction du St Thomas' Hospital  de Londres (l'hôpital médiéval devant laisser la place à une nouvelle gare), elle propose de le déplacer à plus de 15 miles de là, en zone suburbaine, ce qui fut refusé, mais elle obtint des pavillons et une école d'infirmière pour le nouvel hôpital déplacé sur la rive sud de la Tamise.
Les principes de Nightingale inspirent l'hôpital Lincoln de Washington, organisé en 21 pavillons disposés en V encadrant des bâtiments administratifs et de service. Hôpital militaire transitoire (1862-1865) lors de la guerre de Sécession, situé sur une partie de l'actuel Lincoln Park, il a été démoli à la fin de cette guerre.
Le système pavillonnaire, et surtout celui des petits pavillons, est critiqué pour sa trop grande superficie, chaque pavillon ayant besoin de grands espaces ouverts pour être mieux ventilé. Les économies réalisées dans le coût de construction sont perdues dans l'achat et l'entretien des terrains (cours et jardins).
L'hygiène hospitalière est une question très discutée des deux côtés de la Manche, les publications anglaises et françaises se succèdent, se faisant écho les unes aux autres. Selon Pierre-Louis Laget :« L'émulation se nourrit de comparaisons, de dénigrements réciproques, de revendications de supériorité ou, au contraire de regards envieux sur l'autre ». Chaque commentateur ne prend à l'étranger que ce qui conforte sa propre pensée, pour convaincre chez lui. Par exemple, Armand Husson (1809-1874), directeur de l'Assistance publique en 1859, cite abondamment les Notes on Hospitals de Nightingale lorsqu'elle fait les louanges de l'hôpital Lariboisière, mais en omettant les quelques critiques qu'elle fait aussi. 

## Apogée et déclin
Le système pavillonnaire connait son apogée, alors même que ses bases théoriques (miasmes et aérisme) sont remises en question. « l'architecte hospitalier de 1880 ne sait plus guère où guider ses pas ».

### Changement d'hygiène

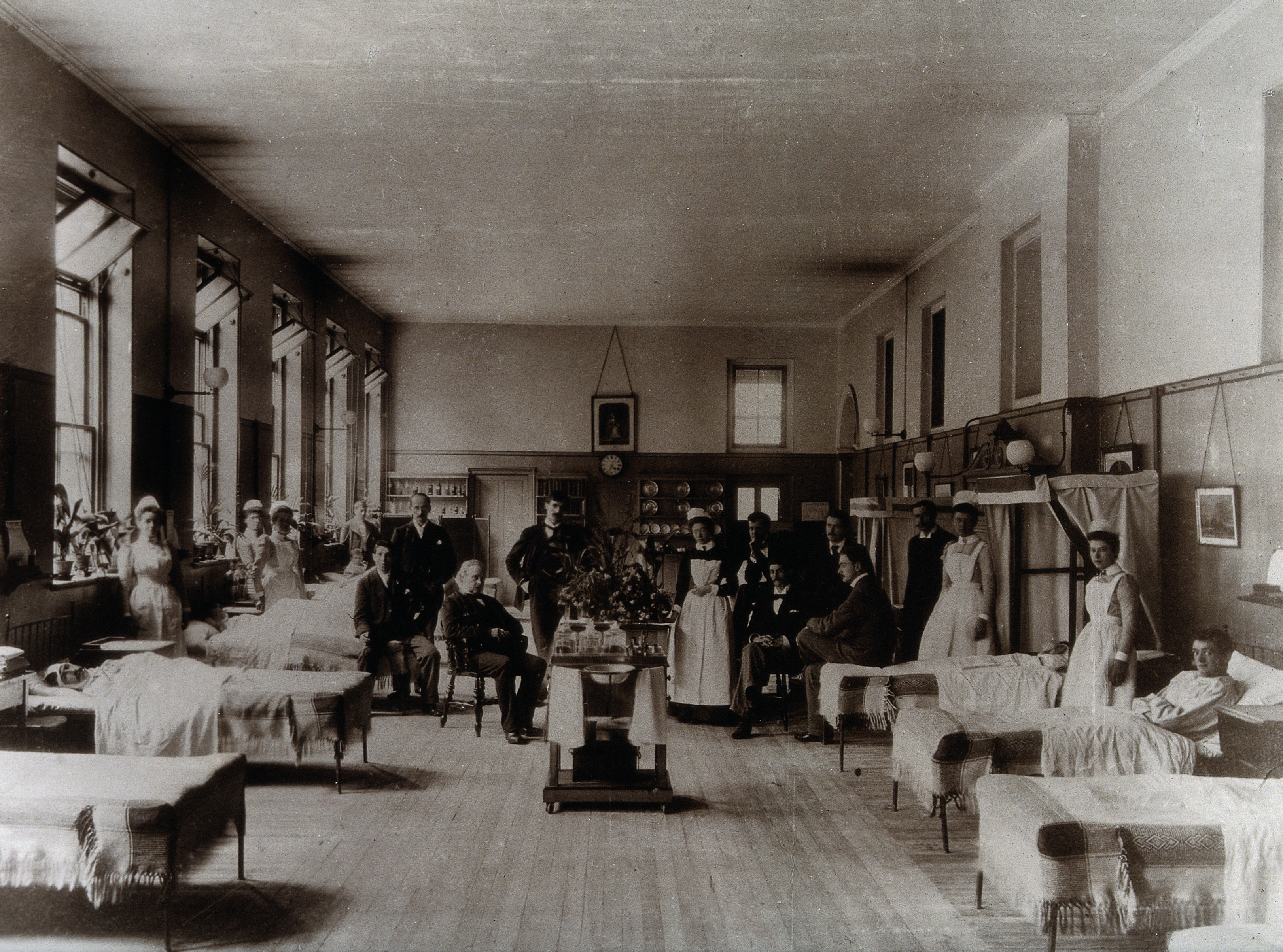
Joseph Lister (assis à gauche) devant son équipe du King College Hospital de Londres, 1893.

Pour la théorie miasmatique, les infections ou « fièvres des plaies » sont dues à l'environnement aérien immédiat du malade, la prévention repose sur la ventilation en évitant le surpeuplement (rapport du nombre de malades au volume de la salle). À la suite de constatations empiriques (interprétées par la statistique) comme celles de Semmelweis (1818-1865), et des travaux de Louis Pasteur (1822-1895) et de Joseph Lister (1827-1912), l'antisepsie et l'aseptie s'imposent de plus en plus. La fièvre des plaies dépend du chirurgien lui-même : de la propreté de ses mains, de la stérilisation des instruments et de l'asepsie du champ opératoire. À la fin du XIXe siècle, tous les chirurgiens portent des blouses, des masques et des gants. 
Selon le chirurgien Just Lucas Championnière (1843-1913) : « En chirurgie, la question du local est extraordinairement secondaire ». Dans un hôpital, le cadre architectural devient moins important que l'organisation interne des soins. Des bâtiments, jugés défectueux à une époque, remplissent correctement leur rôle, de même des bâtiments alors jugés exemplaires sont transformés dans un sens contraire aux théories de leur époque. 
Les pastoriens (ceux qui suivent Louis Pasteur) montrent le caractère illusoire de l'isolement obtenu dans un pavillon de contagieux, surtout avec les enfants. La contagion est moins lié à l'air que de contacts directs entre enfants, ou indirects par l'intermédiaire des soignants ou d'objets. 
Ces nouvelles idées rencontrent des résistances, et la doctrine aériste n'en finit pas de dépérir. Les hygiénistes ne souhaitent pas de remise en cause trop radicale, en cherchant à concilier les deux théories : le miasme est bien un mythe, mais qui peut s'incarner dans un microbe qui est un « miasme figuré », la transmission aérienne étant une transmission possible. Des hôpitaux aéristes continueront à être construits jusque dans les années 1930. Le système pavillonnaire perdure comme type architectural alors même que les élites médicales, dès le tournant du XXe siècle, se désintéressent de la construction et de l'architecture hospitalières. 

### Réalisations

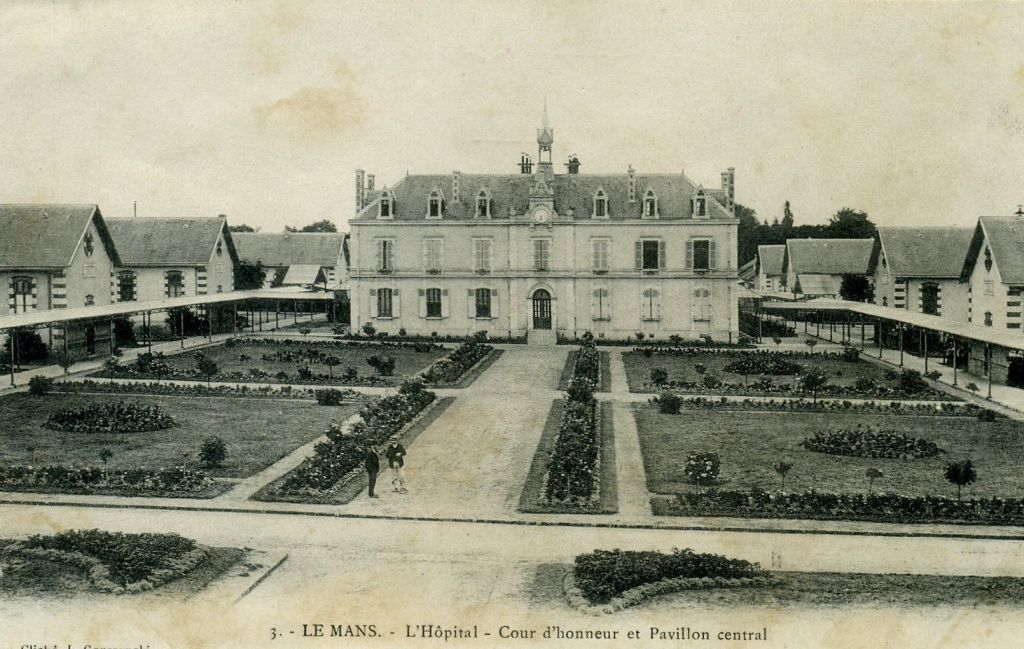
Hôpital-hospice du Mans : pavillon central et cour d'honneur entourée de pavillons de malades.

Le système Tollet paraît adapté aux nouvelles exigences microbiennes, avec quelques variations comme l'orientation ouest-est ou nord-sud des pavillons de malades ; pavillon d'isolement des contagieux en salle commune, à chambres à deux lits, ou en box individuel ; présence ou absence de galeries reliant les pavillons, couvertes en surface ou souterraines ; pavillon en rez-de-chaussée ou à un étage.  
Des exemples sont l'hôpital-hospice de Saint Denis inauguré en 1881 (Centre hospitalier de Saint-Denis actuel), l'hôpital civil d'Oran dont les plans ont été présentés à l'exposition universelle de 1878, l'hôpital de Ménilmontant (hôpital Tenon actuel), l'hôpital de Vichy (1887), l'hôpital-hospice du Havre (1885), l'hôpital-hospice du Mans (1891).
L'hôpital Boucicaut de Paris, inauguré en 1897, représente l'apogée du système pavillonnaire, appliquant une synthèse des doctrines aéristes. Il est inspiré de l'hôpital allemand de Hambourg-Eppendorf. 

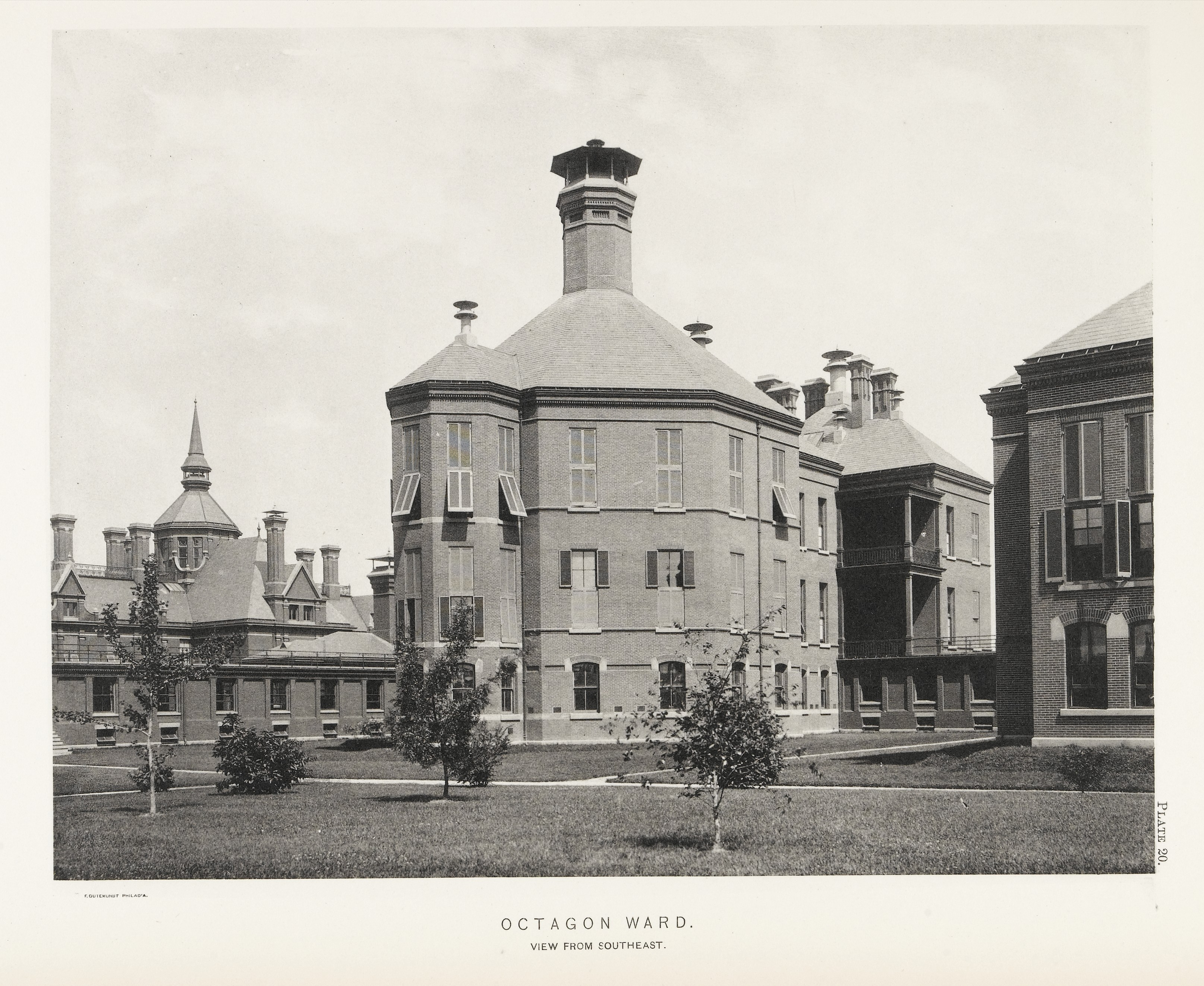
Pavillon octogonal du Johns Hopkins Hospital de Baltimore, avec cheminée centrale d'aération sur le toit.

La doctrine pastorienne « enfin dégagée de la gangue du dogme aériste » prends corps dans l'hôpital Pasteur, inauguré en 1900 (centre médical de l'institut Pasteur de Paris). À l'origine, il se composait de deux pavillons à deux étages pour enfants contagieux, soit 58 lits au total, en chambre individuelle strictement isolée.  L'isolement individuel était plus important que le cubage d'air des salles ou la séparation éloignée des pavillons.

### Variations nationales
Le système pavillonnaire français est un exemple d'architecture « à la française » où prime l'idée de composition basée sur la symétrie, exprimant l'ordre et la rigueur. 
Il existe d'autres types architecturaux, notamment dans le monde anglo-saxon,  où prime l'idée d'orientation : il s'agit de s'adapter de façon organique à l'air et au soleil, de façon telle que toutes les parties de  l'hôpital en profitent également. Les pavillons s'organisent alors « en arête de poisson » ou en arborescence en étant reliés à un axe commun. Par exemple l'hôpital d'Anvers (1885) réalise un système de salles-pavillons circulaires, ou l'hôpital Johns-Hopkins de Baltimore (1889) avec des salles-pavillons octogonales.

## Fin du système

### Avènement de l'hôpital-bloc
Il apparait dès les années 1890 aux États-Unis, où le modèle pavillonnaire n'est déjà plus la règle. Le précurseur est le Saint-Louis State Hospital de Saint-Louis (Missouri), construit en 1869 avec cinq niveaux. Puis le phénomène du gratte-ciel touche l'architecture hospitalière : du Bethany Medical Center de Kansas City (1905) à 10 étages, jusqu'au New York Hospital (1932) de 21 étages.
L'influence américaine, qui intègre la révolution pastorienne avec les nouvelles techniques de construction, se manifeste par l'American Hospital Association qui organise des congrès internationaux à partir de 1927, avec le soutien de la Fondation Rockfeller. Les fondements du modèle pavillonnaire sont ébranlés par des motifs aussi bien pratiques (distance à parcourir pour atteindre les pavillons) qu'économiques (occupation du sol trop étendue au cœur de mégapoles).

### Derniers grands exemples

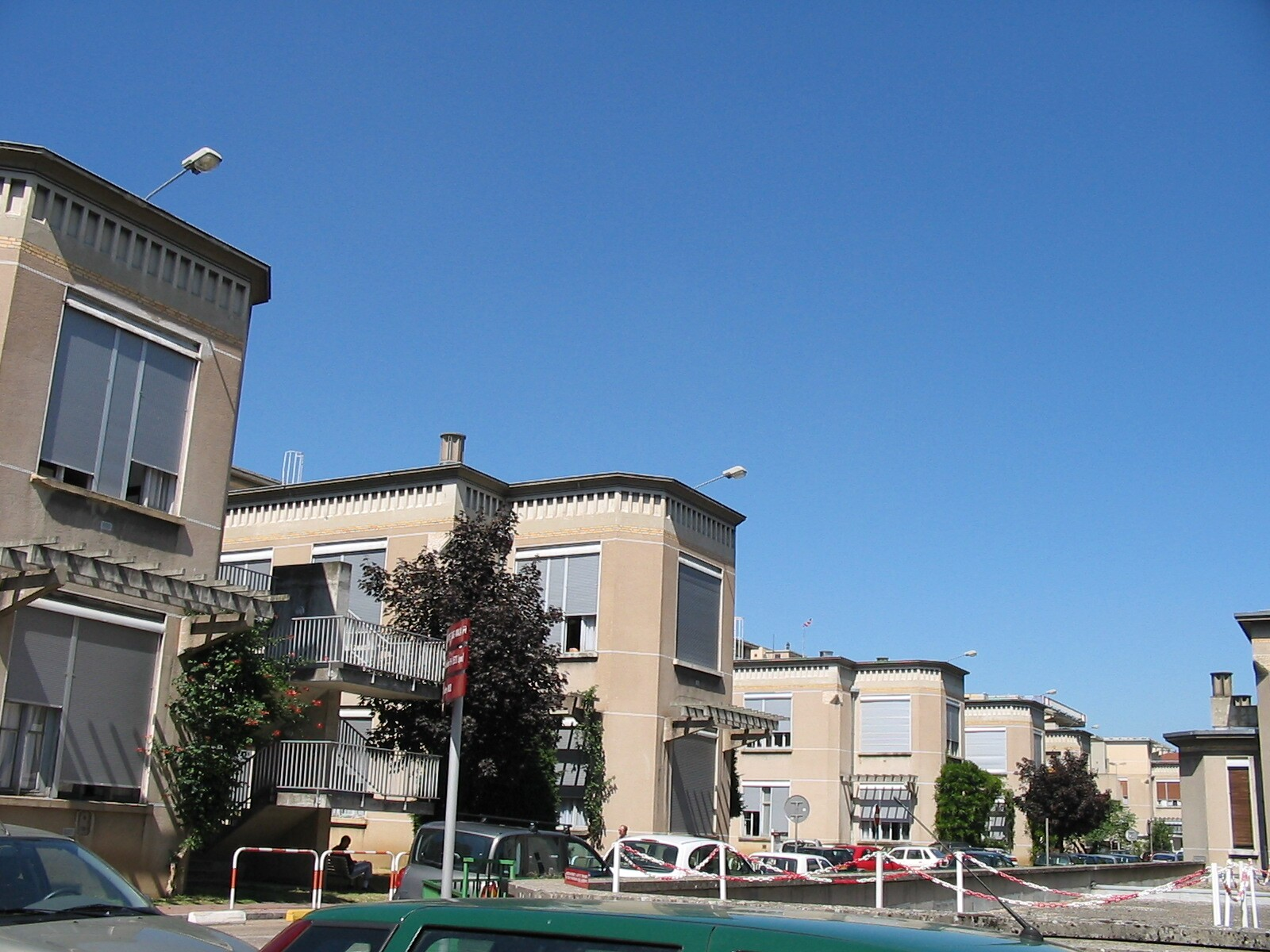
Les pavillons de l'hôpital Edouard Herriot, reliés par un réseau de galeries souterraines.

L'Europe, et la France en particulier, connaissent un effet d'inertie pour un système vieux de plus d'un siècle. Aussi, jusque dans les années 1920-1930, les nouveaux hôpitaux français restent plus ou moins fidèles au schéma pavillonnaire, plus conforme à « l'esprit national », mais avec des pavillons élevés d'un ou deux niveaux supplémentaires. L'abandon du système pavillonnaire est très progressif, et il existe encore de grandes réalisations.
Il s'agit d'hôpitaux dits de synthèse ou de transition, qui intègrent de nouvelles normes de construction et l'organisation moderne des soins, mais en gardant une structure pavillonnaire. Parmi les exemples français de cette période se trouve la Nouvelle Pitié  à Paris  (Hôpital de la Salpêtrière, 1911) où les pavillons sont de deux étages et groupés par quatre selon un tracé en H (pavillons organisés selon le type de soins).
L'hôpital Édouard-Herriot de Lyon représente un aboutissement, inauguré en 1933 (en construction depuis 1911). Il réunit une formule pavillonnaire devenue périmée avec une architecture avant-gardiste : 29 pavillons de deux étages, exclusivement en béton armé, avec grandes baies vitrées et toit-terrasse, reliés par un réseau de galeries souterraines. L'hôpital se présente en cité-jardin avec arbres, bosquets et parterres. Sa conception résulte en partie d'un voyage européen d'une délégation lyonnaise, notamment de la visite des derniers hôpitaux allemands et danois tels l'hôpital Rudolf Virchow de Berlin et le Rigshospitalet de Copenhague. 

## De l'asile au CHS
Le modèle pavillonnaire peut s'appliquer aussi aux hôpitaux spécialisés, comme les lazarets, puis les maternités, les hôpitaux d'enfants et de vieillards, les sanatoriums maritimes...
En France, l'architecture des asiles d'aliénés se développe à la suite de la loi du 30 juin 1838 qui institue un hôpital psychiatrique par département. Ces asiles sont construits en zone rurale, car on espérait à l'origine une thérapie par le travail agricole. Cette ruralisation ou situation en zone suburbaine procurait l'espace nécessaire pour le modèle pavillonnaire qui a pu ainsi perdurer jusqu'au début du XXIe siècle.

### XIXeetXXesiècle

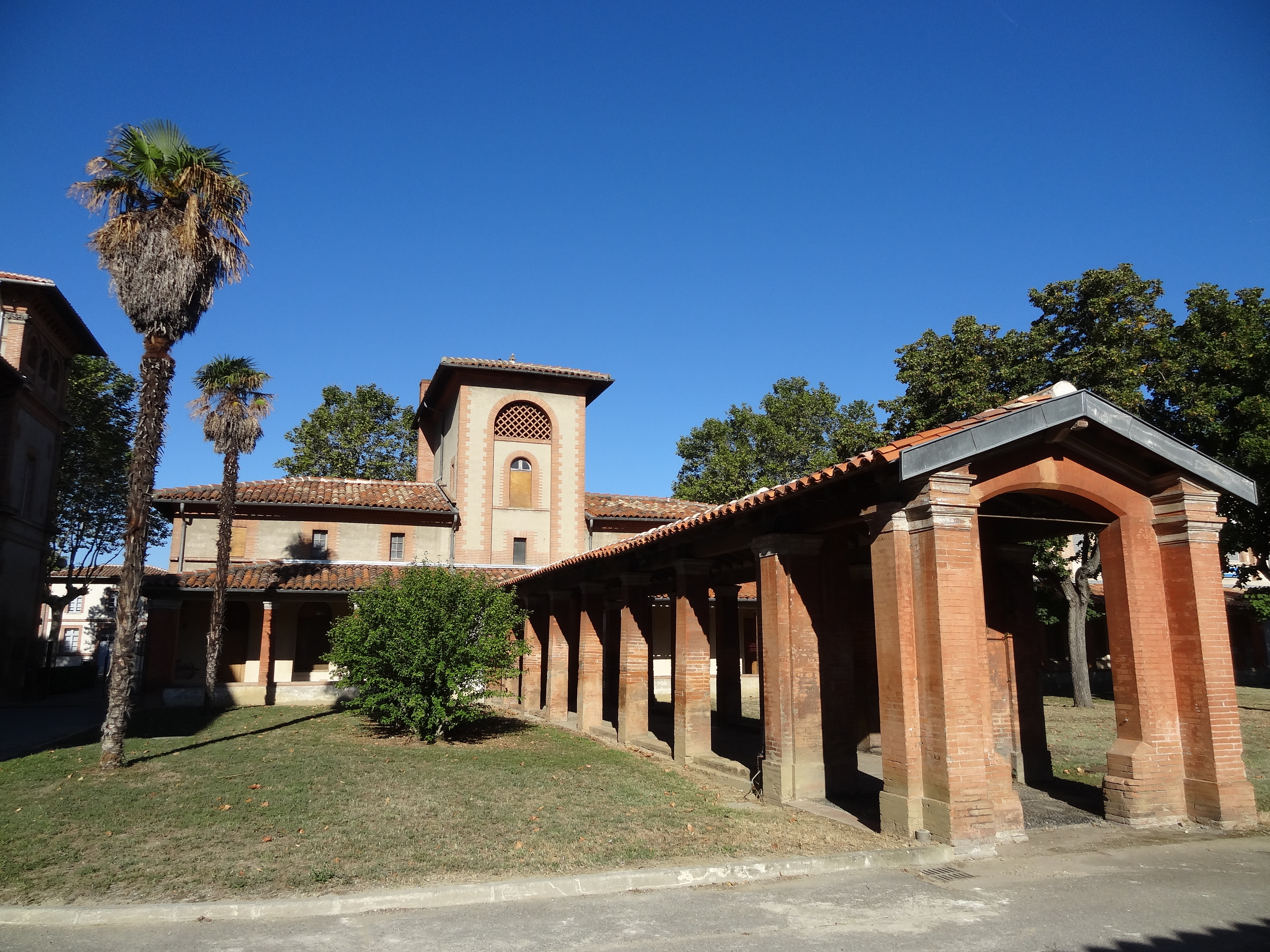
Asile de Braqueville, galerie couverte reliant les pavillons.

Parmi les asiles pavillonnaires les plus remarquables du XIXe siècle figurent,:
- l'asile de Braqueville près de Toulouse (actuel Centre hospitalier Gérard-Marchant) en bâtiments alignés en double ligne (séparation hommes-femmes) et reliés par des galeries ;
- l'asile de Montdevergues près d'Avignon (actuel Centre hospitalier Montfavet Avignon) en disposition radioconcentrique (bâtiments formant une étoile à plusieurs branches) ;
- l'asile de Navarre près d'Évreux, en pavillons formant rectangles.
- l'asile de Quatre-Mares près de Saint-Étienne-du-Rouvray, en bâtiments de deux étages, agencés selon une disposition en H.
- l'asile de Dury près d'Amiens (actuel Centre hospitalier Philippe-Pinel), en alignement de pavillons d'un étage, tous reliés par des galeries couvertes.
- l'asile de Château-Picon près de Bordeaux (actuel Centre hospitalier spécialisé Charles-Perrens), en douze pavillons couplés deux à deux et greffés sur une longue galerie centrale (disposition « en arêtes de poisson »).

Durant la première moitié du XXe siècle, les restrictions budgétaires ne permettent guère de renouveler ces établissements psychiatriques. Après la seconde guerre mondiale, un mouvement  antipsychiatrique critique la notion même d'hôpital psychiatrique, remplacée par  le concept « d'asile-village ». Dans la plupart des réalisations après 1950, « la modernité s'exprime encore dans l'increvable formule des pavillons séparés, en raison du rejet par les psychiatres du système de l'hôpital-bloc. ».

### Centres Hospitaliers Spécialisés
Au début du XXIe siècle, les Centres Hospitaliers Spécialisés dits CHS sont les hôpitaux spécialisés en psychiatrie et répartis sur l'ensemble du territoire français. Ils assurent la prise en charge psychiatrique de secteur.
Ils sont souvent disposés à l'écart des grandes villes (exemples : ancien site de l'hôpital de Saint Jean Bonnefonds près de Saint Etienne, asile de Saint Avé dans le Morbihan, Sevrey, Novillars dans le Doubs) et disposent d'un vaste parc, avec des pavillons appartenant à chaque secteur. 
Un secteur dispose généralement d'un pavillon pour les pathologies aiguës et un autre pour les chroniques. L'organisation est souvent de type village avec une cafétéria au centre, parfois un salon de coiffure, un bureau permettant certains services tels que l'envoi de courrier. Les CHS disposent souvent d'une ligne de transport en commun permettant aux patients autorisés de se rendre en ville ou venir en soin, par exemple en hôpital de jour.